# دنیل شولتس
دنیل شولتس (آلمانی: Daniel Schultz) (زاده حدود ۱۶۱۵ در گدانسک - درگذشته ۱۶۸۳ در گدانسک) نقاش آلمانی عهد باروک بود.وی نقاشی‌های بسیاری از اعضای خانواده سلطنتی، حیوانات و شکارها کشیده‌است.

## نگارخانه

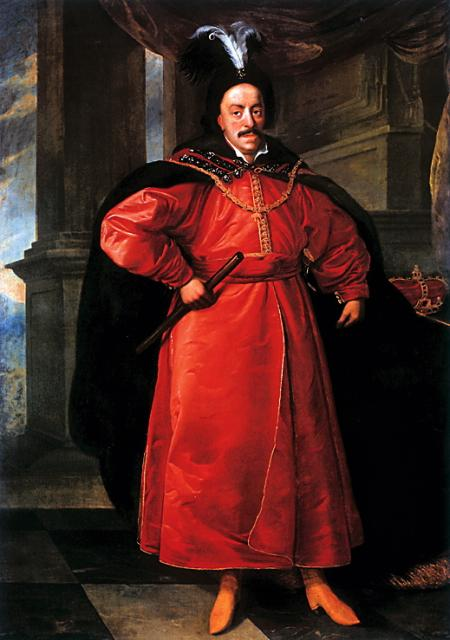
پرتره پادشاه جان دوم کازیمیر
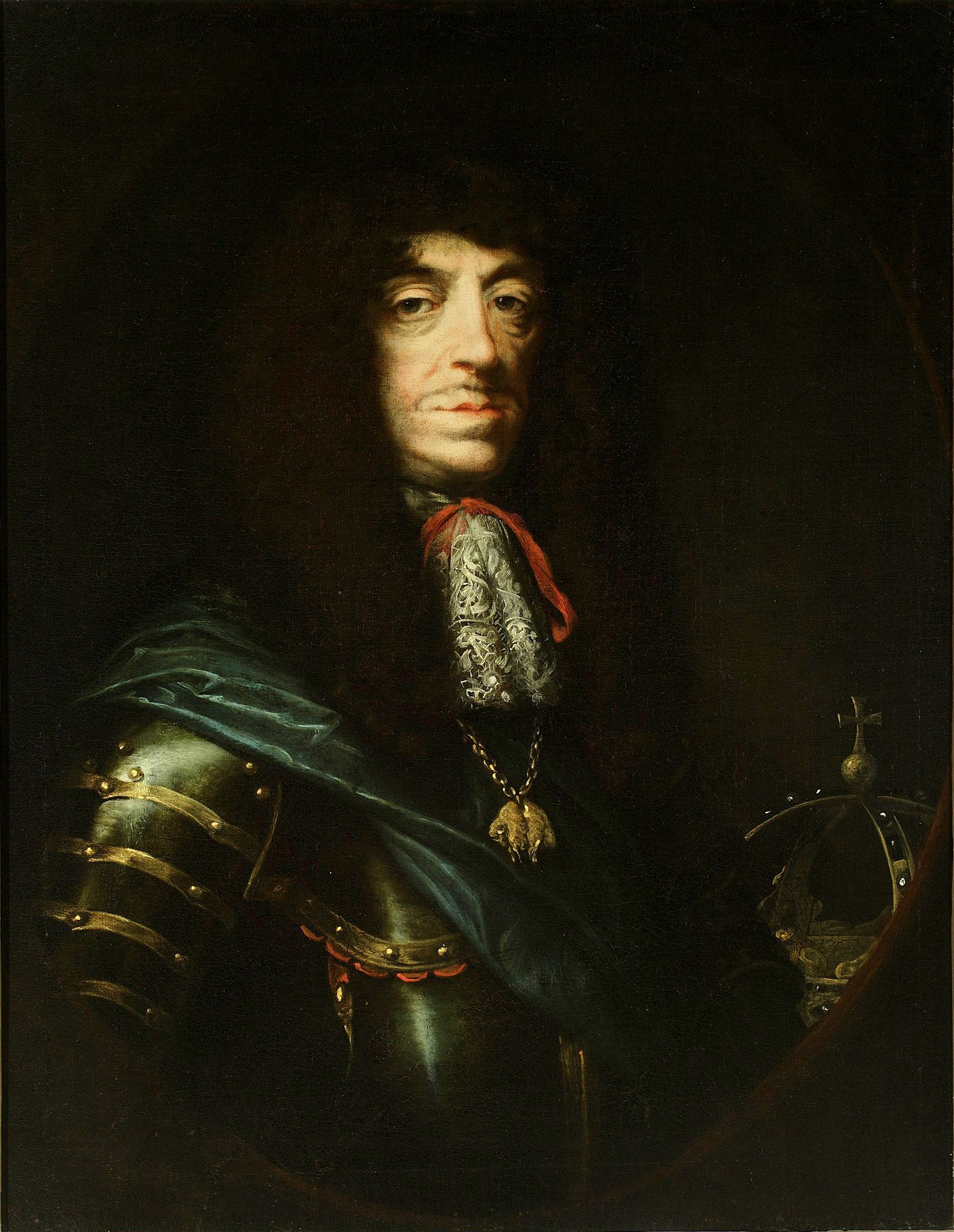
جان کازیمیر
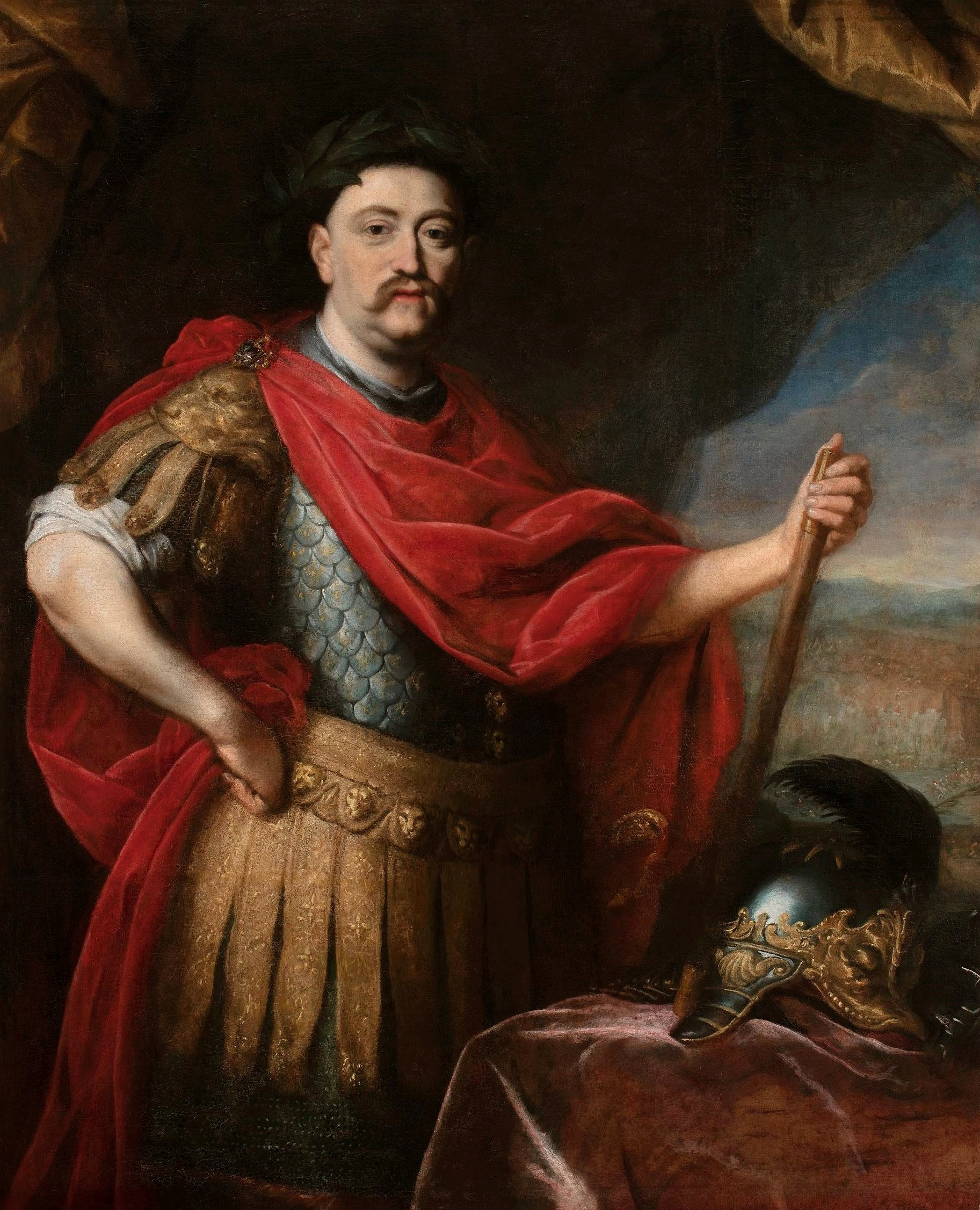
جان سوم سوبیسکی
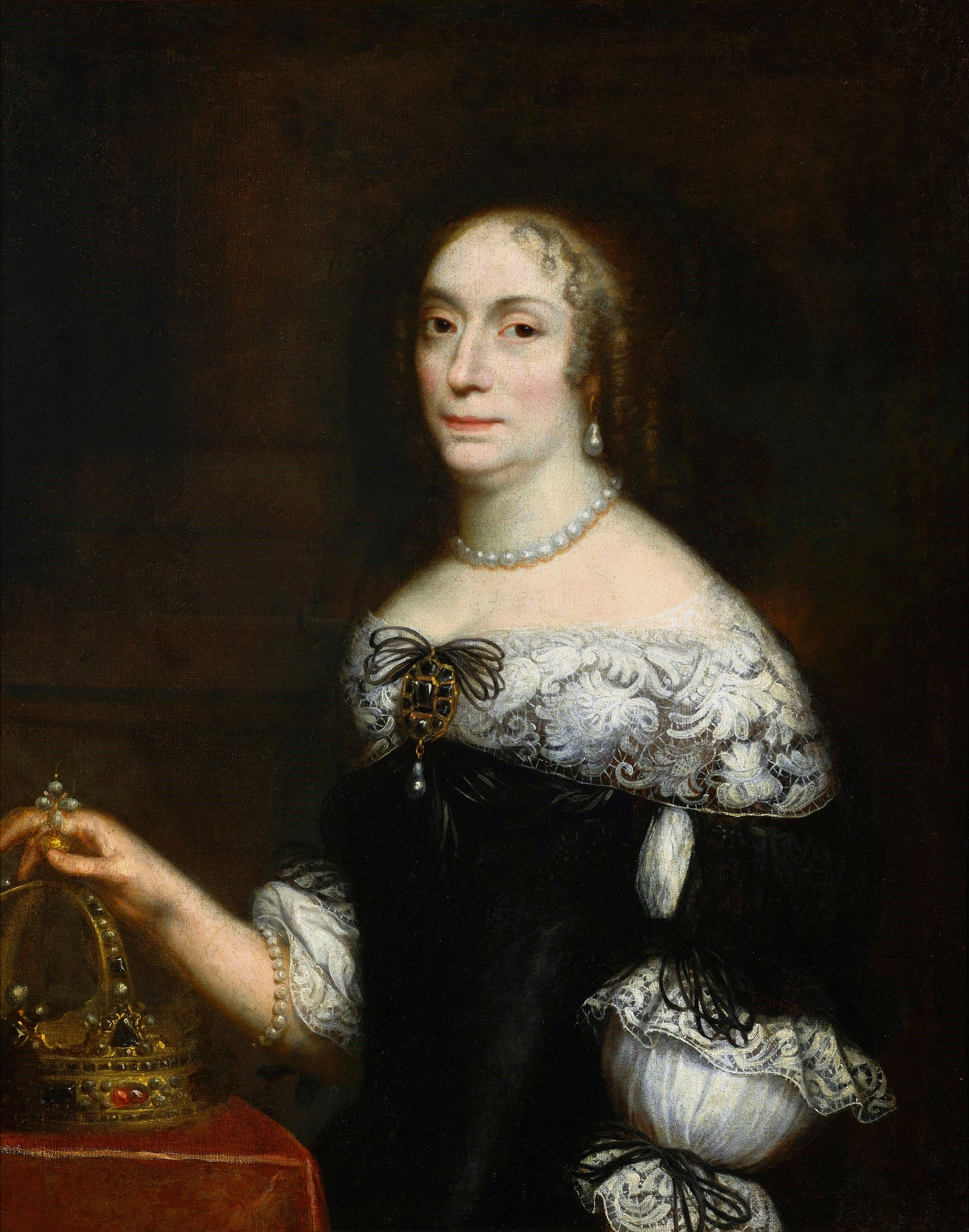
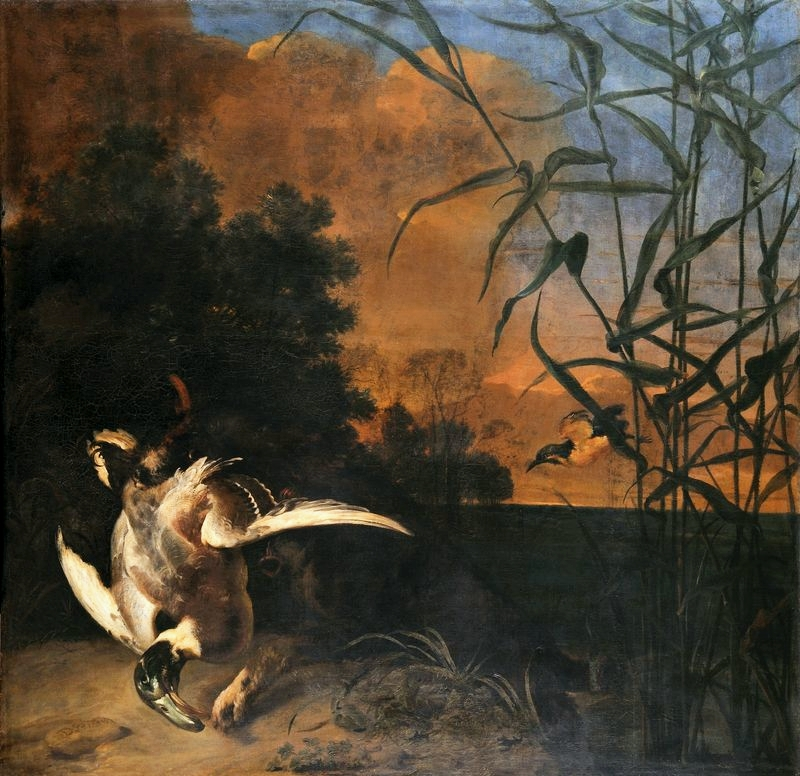
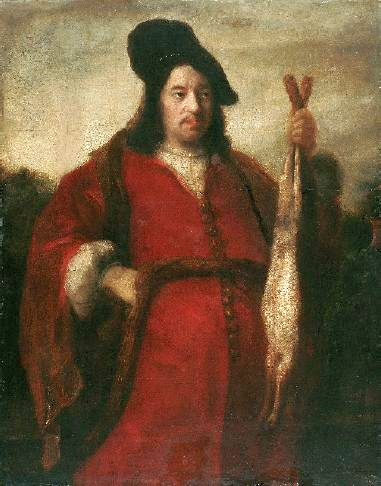